# 메흐란 바르호르다리
메흐란 바르호르다리(페르시아어: مهران برخورداری,‎ 2000년 7월 26일~)는 이란의 태권도 선수이다. 2024년 하계 올림픽에 참가했으며 세계 선수권 대회에서 동메달 1개를 획득했다.